# John Boehner
John Andrew Boehner (nascut el 17 de novembre de 1949) és l'actual President de la Cambra de Representants dels Estats Units. És membre de la Cambra de Representants pel 8è districte congressual de l'estat d'Ohio, servint des de 1991.
Boehner va servir prèviament com a líder de la minoria republicana a la Cambra de Representants des de 2007 fins al 2011 i com a líder de la majoria des de 2006 fins a 2007.
Boehner és membre del Partit Republicà dels Estats Units.